# Geschiedenis van de Vlaamse televisie
De televisie in Vlaanderen bestaat tegenwoordig uit de openbare omroep en meerdere regionale en commerciële zenders. De geschiedenis van de eerste tv-uitzendingen in Vlaanderen gaat terug tot de jaren 1930, toen een eerste experiment plaatsvond. De eerste daadwerkelijke televisie-uitzendingen begonnen in 1953 onder impuls van het NIR. In 1960 werd het NIR opgeheven en ontstond de Belgische nationale omroep BRT, de huidige VRT. Commerciële televisie verscheen in Vlaanderen pas vanaf 1989 met de oprichting van VTM.

## De openbare omroep (VRT)
In 1931 vond de eerste publieke demonstratie van de werking van televisie plaats. Pas vanaf 31 oktober 1953 begon het toenmalig NIR (Nationaal Instituut voor de Radio-omroep) vanuit het Flageygebouw in Brussel zijn eerste regelmatige televisie-uitzendingen te verzorgen. Omroepster met dienst was Irene Beval. De latere leading lady van de Vlaamse televisie Paula Sémer was die dag ook op televisie te zien. Ze acteerde tijdens die eerste tv-avond in het tv-drama Drie dozijn rode rozen. Vlaanderen telde toen slechts één televisiezender, zond in zwart-wit uit en in 625 lijnen. Alle uitzendingen gingen live en vonden plaats in een verbouwde radiostudio, waar personeel en rekwisieten in die pioniersjaren nog op elkaar gepakt stonden. Terwijl in de ene helft toneel gespeeld werd, moest men in de andere hoek alles gereed brengen voor het Journaal. Veel uitzendingen waren vrij primitief omdat bij gebrek aan voldoende televisiemakers met ervaring er voornamelijk radiomakers werden ingeschakeld, die hun kennis over het nieuwe medium gingen opdoen bij de BBC. De zendtijd bedroeg dat jaar 12 uur per week.
Op dat moment waren er in heel België amper 15.000 ontvangsttoestellen. Het zendbereik was ook beperkt. Naar aanleiding van de Wereldtentoonstelling van 1958 werden er op voorhand enkele relais-zenders gebouwd zodat men beter over het hele land kon uitzenden. Het evenement spoorde ook veel Belgen aan om een eigen televisietoestel te kopen. In 1958 werd kijk- en luistergeld ingevoerd, de tv-loze maandag werd afgeschaft en de omroep werd losgemaakt uit het ministerie van PTT en Verkeer en onder Cultuur ondergebracht. Na de wereldtentoonstelling werd het Amerikaans paviljoen op de Brusselse Heizel in 1959 omgebouwd tot televisiestudio: het Amerikaans Theater. De openbare omroep nam er tot 2012 talloze grote televisieshows op.
Door de nieuwe omroepwet van 18 mei 1960 werd het NIR opgeheven en vervangen door drie onafhankelijke instellingen: de BRT (Belgische Radio en Televisie, Nederlandstalige uitzendingen), de RTB (Radiodiffusion-Télévision Belge, émissions françaises) en het IGD (Instituut van Gemeenschappelijke Diensten). In 1979 maakte een decreet van de BRT een Vlaamse culturele instelling. Het omroepdecreet van 27 maart 1991 veranderde de naam van de BRT in BRTN (Belgische Radio- en Televisieomroep Nederlands). Sinds 1 januari 1998 heet de omroep VRT (Vlaamse Radio- en Televisieomroeporganisatie). De openbare omroep kreeg van bij het begin de opdracht om een kwalitatief hoogstaand aanbod te brengen in de sectoren informatie, cultuur, educatie en ontspanning.
Op 1 januari 1971 schakelde de BRT over op kleurentelevisie. België koos net zoals de meeste andere West-Europese landen voor het PAL-kleurensysteem. Vanaf 1973 begon de BRT voor het eerst met een tweede kanaal te experimenteren, dat vanaf 26 april 1977 definitief een volwaardig tv-zender werd onder de naam BRT 2. De jaren 70 werden echter vooral gekenmerkt door een diepe crisis bij de BRT. De openbare omroep werd als te elitair en betuttelend ervaren, en de ontspannings- en muziekprogramma's konden de Vlaamse kijker niet langer boeien. Met de komst van de kabeltelevisie stemden de Vlaamse kijkers massaal af op de Nederlandse televisienetten, waar de omroeporganisaties een slag om de kijker uitvochten met populaire amusementsprogramma's en tv-shows. De BRT zocht de fout niet bij zichzelf, maar legde de verantwoordelijkheid voor de crisis bij de kijker. Deze tendens zou zich ook in de jaren 80 verderzetten.
Een decreet van 19 december 1979 maakte de oprichting van zendgemachtige verenigingen mogelijk. Deze verenigingen kregen zendtijd op de openbare omroep, de zogenaamde uitzendingen door derden die van maart 1981 tot december 2015 op beide BRT-netten te zien waren. Daarnaast is de openbare omroep al van bij zijn ontstaan verantwoordelijk voor het gratis uitzenden van regeringsmededelingen, iets waar de Vlaamse overheid tegenwoordig nog maar nauwelijks gebruik van maakt.
De komst van de eerste commerciële omroep VTM in 1989 deed de openbare omroep op zijn grondvesten daveren. De beleidsmakers bij de BRT hadden geen antwoord op het succes van VTM: de BRT zag zijn marktaandeel zakken van 57% in 1988 tot 32% in 1989, met een historisch dieptepunt van 22% in 1995. Ook het marktaandeel in Vlaanderen van de Nederlandse televisie liep sterk terug, omdat de VTM-producties tegemoetkwamen aan de verwachtingen van de kijkers.
Het omroepdecreet van 27 maart 1991 veranderde de officiële benaming BRT in BRTN, en werden BRT 1 en BRT 2 omgedoopt in respectievelijk TV1 en TV2. Dat decreet introduceerde ook de boodschappen van algemeen nut, die een lucratieve bijkomende bron van inkomsten zouden worden voor de openbare omroep.
Het duurde nog tot de tweede helft van de jaren 90 vooraleer de openbare omroep, onder impuls van gedelegeerd bestuurder Bert De Graeve, een grote vernieuwingsoperatie inzette. TV1 profileerde zich voortaan als het verbredende net, en TV2 werd op 1 december 1997 opgesplitst in twee aparte programmablokken voor verschillende doelgroepen: de kinderzender Ketnet, die van 7 tot 19 uur uitzendt, en de volwassenenzender Canvas, die zijn uitzendingen pas na 19 uur start. De vernieuwingsoperatie miste zijn doel niet: begin 2004 haalde TV1 met 41% zijn hoogste marktaandeel sinds de start van VTM.
Omdat de normale programma's van het tweede kanaal tijdens grote sportevenementen zoals de Olympische Spelen of voetbal- en wielerwedstrijden vaak moeten wijken voor de sportverslaggeving, lanceerde de VRT op 31 mei 2004 de nieuwe zender Sporza op een tijdelijk derde kanaal. Na het afsluiten van dat derde kanaal op 3 september 2004 bleef Sporza voortbestaan als een zogenaamd crossmediaal sportmerk.
Sinds de rebranding van de VRT-netten in 2005 heette TV1 vanaf 21 januari 2005 Eén. Het profiel van het eerste televisiekanaal van de openbare omroep mikt op amusementsprogramma's voor het hele gezin. Ketnet is voor de jeugd bestemd en Canvas richt zich op de meerwaardezoekers. De meeste uitzendingen op Canvas zijn doorgaans politieke, culturele of documentaireprogramma's, al komen ook quizzen, buitenlandse kwaliteitsseries en komische programma's hier aan bod.
In 2005 startte de VRT met Net Gemist en Ooit Gemist, twee betalende video-on-demand-diensten waarbij kijkers via digitale tv VRT-programma's kunnen bekijken. Met Net Gemist kunnen enkel de programma's van de afgelopen 7 dagen herbekeken worden, met Ooit Gemist kunnen ook oudere programma's en afleveringen opgevraagd worden.
In 2012 startte de VRT opnieuw met een derde kanaal. Ketnet verhuisde vanaf 14 mei 2012 naar dit nieuw kanaal en zond daar uit van 6.00 tot 20.00 uur. Na 20.00 uur zond de nieuwe tv-zender OP12 er programma's voor jongeren uit. Door de afsplitsing van Ketnet werd Canvas voortaan een volwaardige zender met uitzendingen vanaf 14.00 uur. Wegens besparingen hield OP12 op 31 december 2014 om middernacht op te bestaan. Het derde VRT-kanaal bleef echter wel in gebruik voor de uitzendingen van Ketnet en voor de programma's met audiodescriptie van Eén en Canvas.
Vanaf 2015 zette de VRT een aantal belangrijke nieuwe stappen in zijn digitale evolutie. Zo werd er een mobiele app gelanceerd van de VRT-nieuwswebsite deredactie.be en kwam er ook een meer prominente aanwezigheid op sociale media, zoals door het experimenteren met interactieve livevideo op Facebook. Via de websites van de tv-zenders ging de VRT meer extra inhoud en achtergrond aanbieden bij diverse programma's.
Eind 2016 stopte de VRT met Teletekst, behalve voor het ondertitelkanaal 888.
In 2017 startte de VRT met zijn online videoplatform VRT NU, waar de uitzendingen van Eén, Canvas en Ketnet 24/7 live te volgen zijn, en waar ook tal van recente programma's herbekenen kunnen worden. Geregeld biedt VRT NU ook programma's uit het VRT-archief aan. In 2019 werden voor het eerst enkele Vlaamse series integraal aangeboden op VRT NU nog voor ze volledig op antenne geweest zijn. De nieuwsdiensten werden gebundeld onder de noemer VRT NWS.
In augustus 2022 werd VRT NU omgedoopt tot VRT MAX, in het kader van een vernieuwingsoperatie bij de openbare omroep, waarbij ook de andere merken prominenter aan de VRT gelinkt werden. Zo werd Eén hernoemd in VRT 1 en Canvas kreeg "VRT" voor de naam.

## Commerciële zenders

### VMMa - Medialaan - DPG Media

#### VTM
In 1987 werd de eerste Vlaamse commerciële omroep VTM (Vlaamse Televisie Maatschappij) opgericht door 9 uitgevers, waaronder De Persgroep, die elk 11,1% van de aandelen in handen hebben. Op 1 februari 1989 begon VTM onder leiding van het duo Mike Verdrengh en Guido Depraetere met uitzenden. Daarmee kwam er een einde aan het monopolie dat de openbare omroep sinds 31 oktober 1953 in handen had.
De zender speelde met spel- en ontspanningsprogramma's in op de behoeftes van het grote publiek en scoorde daardoor hoge kijkcijfers. Verschillende bekende BRT-gezichten maakten de overstap naar VTM en presenteerden daar Vlaamse versies van succesvolle internationale formats zoals Rad van Fortuin, Cijfers en Letters, en Waagstuk. Met het muziekprogramma Tien om te zien zorgt VTM bovendien voor een heropleving van de Nederlandstalige muziek, die jarenlang verwaarloosd was geweest door de openbare omroep. In de vroege jaren 90 bereikte VTM een marktaandeel van meer dan 40%.
Ook had VTM al van bij de aanvang een volwaardige nieuwsredactie. De moderne verpakking van het VTM Nieuws stond in schril contract met de ietwat verstarde aanpak van Het Journaal op de openbare omroep: zo begonnen zij als eersten in Vlaanderen al vanaf 13 uur met een middagjournaal en zonden ook 's avonds al vanaf 19 uur een journaal uit, terwijl de BRT lange tijd haar traditie aanhield om enkel 's avonds en dan nog pas vanaf 19.30 uur het nieuws uit te zenden.
Eind jaren 90 begon het marktaandeel van VTM sterk te dalen tot zo'n 20 à 25%, mede door de vernieuwingsoperatie die bij de openbare omroep werd ingezet. VTM had aanvankelijk ook 18 jaar lang het monopolie op televisiereclame in Vlaanderen, maar dit akkoord werd in 1999 door de EU-Commissie vernietigd. Het Vlaamse mediadecreet diende hierna aangepast te worden. Door het verlies van het reclamemonopolie en drastische besparingen liep het marktaandeel van VTM nog verder terug, met een absoluut dieptepunt van 18% in juli 2003. Ook het VTM Nieuws moest zijn marktleidersrol weer afstaan aan Het Journaal van de VRT.
Op 31 mei 1999 wijzigde de Vlaamse Televisie Maatschappij haar naam in Vlaamse Media Maatschappij (VMMa). Het bedrijf kwam volledig in handen van De Persgroep en Roularta Media Group, die elk 50% van de aandelen in hun bezit kregen. De tv-zender bleef wel de naam VTM behouden.
Onder leiding van een nieuwe directie, met onder andere Jan Verheyen als programmadirecteur, trachtte VTM vanaf augustus 2003 het tij te keren, onder meer door de terugkeer van de populaire programma's van het eerste uur, waaronder het Rad van Fortuin.
De komst van Sporza, het nieuwe sportkanaal van de openbare omroep, viel niet in goede aarde bij de commerciële zenders. Zij protesteerden heftig tegen deze nieuwe concurrent, en in juni 2004 bundelden zij hun krachten in de Private Omroep Federatie om met één stem hun grieven kenbaar te maken. In oktober kwam het tot een breuk en verliet SBS Belgium, het moederbedrijf van VT4 en VIJFtv, het overlegorgaan.
In 2005 startte de VMMa met iWatch, een video-on-demand-service, waarbij kijkers via digitale tv tegen betaling niet alleen gemiste programma's konden bekijken, maar ook previews en extra content kunnen opvragen. In het najaar van 2007 kon dat met iWatch.be voortaan ook via het internet. De online versie verdween in 2015 met de komst van Stievie Free.
In 2008 werd er een grondige rebranding doorgevoerd. Naast populaire realityprogramma's en kwaliteitsfictie van eigen bodem, introduceerde VTM een heel nieuw televisiegenre in Vlaanderen: de telenovelle. In 2012 werd VTM nogmaals vernieuwd. Door deze operaties wist VTM zijn marktaandeel weer te vergroten.
In 2013 lanceerde Stievie, een dochteronderneming van VMMa, een betalende app, waarmee 10 Vlaamse zenders (waaronder ook zenders van de VRT en van SBS Belgium) kunnen bekeken worden via tablet of smartphone, en dat zowel live als tot een week terug. In december 2015 kwam daar Stievie Free bij, een gratis dienst waarmee enkel de Medialaanzenders kunnen bekeken worden op tablet of computer. In augustus 2017 werd Stievie Premium geïntroduceerd, een betalende formule met in totaal 18 zenders, die het ook mogelijk maakt om programma's op te nemen en offline te bekijken.
Op 3 februari 2014 wijzigde de naam van het moederbedrijf in Medialaan. Het bedrijf had op dat moment naast VTM ook de zenders KANAALTWEE, Vitaya, JIM, vtmKzoom en anne in zijn portfolio. In de zomer van 2014 vierde VTM zijn 25-jarig bestaan. Voor die gelegenheid werden enkele klassiekers, zoals Tien om te zien en Familieraad, van onder het stof gehaald. Sinds eind augustus 2014 kunnen VTM-programma's tot vier weken na uitzending herbekeken worden via de VTM-website en de VTM-app.
Begin 2018 kwam Medialaan volledig in handen van De Persgroep en in 2019 veranderde Medialaan haar naam in DPG Media.
Op 2 april 2019 lanceerde DPG Media de video-on-demand-service VTM GO, waar de uitzendingen van alle zenders van DPG Media live te bekijken zijn. Via het platform kunnen voortaan ook alle recente programma's van die zenders herbekeken worden, zowel Vlaamse fictie en non-fictie als ook internationale films en series. Daarnaast biedt VTM GO ook een selectie van de beste VTM-producties die de afgelopen 30 jaar op het scherm te zien waren, en van internationale series die in Vlaanderen nog niet op televisie uitgezonden zijn. VTM GO is een gratis platform, maar de programma's zijn wel voorzien van niet-doorspoelbare reclameblokken. Door de komst van VTM GO verdween de gratis versie van Stievie op 1 februari 2020.

#### Zenders VTM 2, VTM 3, VTM 4
Wegens het veranderende kijkgedrag van de Vlamingen zijn zenders voor een specifiek doelpubliek steeds minder interessant voor adverteerders. Begin 2020 kondigde DPG Media al aan dat het plannen had om met een tweede VTM, toen nog onder de werknaam "VTM 2", te starten. Op 10 augustus 2020 maakte DPG Media bekend dat Q2, Vitaya en CAZ gingen verdwijnen om plaats te maken voor drie nieuwe zenders: VTM 2, VTM 3 en VTM 4.
De drie nieuwe zenders gingen van start op 31 augustus 2020. VTM 2 profileert zich als realityzender, met lokale en internationale programma’s. Drie avonden per week brengt de zender producties van eigen bodem. Op VTM 3 zijn vooral aangekochte films, series en sitcoms te zien. VTM 4 focust zich op actie en klassiekers.
Door de nieuwe zenders te koppelen aan het VTM-merk mikt DPG Media op meer duidelijkheid voor de kijkers met vier zenders die een breed publiek bedienen.

#### Andere zenders van DPG Media
Op 1 maart 2021 ging VTM GOLD van start. Dit is een nostalgiezender die oude Vlaamse fictie en entertaiment uit het VTM-archief uitzendt.
Op 9 januari 2023 ging VTM Non-stop Dokters van start op het vrijgekomen kanaal van het voormalige VTM Kids. Deze zender zendt de klok rond uitsluitend ziekenhuisseries uit.

#### Opgedoekte zenders van DPG Media
Door het grote succes van familiezender VTM lanceerde de Vlaamse Televisie Maatschappij op 30 januari 1995 een tweede zender: Ka2. Aanvankelijk was Ka2 een zender voor de meerwaardezoeker die een mix bood tussen debatprogramma's, een eigen informatiemagazine, buitenlandse tv-series en eigen producties. Wegens tegenvallende kijkcijfers werden eerst alle Vlaamse producties geschrapt en nadien werd het aanbod verder uitgekleed.
In 1997 veranderde Ka2 zijn naam in Kanaal 2 en werd het aanbod verjongd. Het kijkcijferkanon Big Brother en het succes van enkele topreeksen zette de zender weer op de kaart. In de daaropvolgende jaren veranderde de zender nog enkele keren van naam: KANAALTWEE in 2003, 2BE in 2008 en Q2 in 2016. De zender probeerde daarbij meermaals te scoren bij de kijker met eigen producties en reality-programma's, maar uiteindelijk bleken vooral de internationale successeries en de Champions League de sterkhouders van de zender. Op 31 augustus 2020 werd de zender opgedoekt. Op het vrijgekomen kanaal kwam de nieuwe realityzender VTM 2.
Op 25 augustus 2000 begon Vitaya met uitzenden. Vitaya was een lifestylezender die mikte op een vrouwelijk publiek met fitness- en kookprogramma's. Ook programma's over het opvoeden van kinderen en toerisme zaten in het zendschema. Later kwamen daar nog dramareeksen en kinderprogramma's bij. Na een moeilijke start was de zender sinds 2004 winstgevend. In 2010 werd de VMMa (het huidige DPG Media) de nieuwe eigenaar. Op 31 augustus 2020 staakte de zender zijn uitzendingen, op het vrijgekomen kanaal kwam de nieuwe filmzender VTM 3.
Het digitale zusterstation van Vitaya, Vitaliteit, zond voor het eerst uit op 17 oktober 2007 en richtte zich op gezond leven en eten. Ook deze zender werd door de VMMa overgenomen in 2010. De uitzendingen van Vitaliteit werden op 31 maart 2012 stopgezet.
JIM was een muziek- en jongerenzender die sinds 2 april 2001 de ether inging, maar uiteindelijk in december 2015 plaats moest maken voor Kadet, een zender die vooral bedoeld was voor kinderen tot 12 jaar.  Kadet werd op zijn beurt vervangen door VTM Kids Jr. een zender met peuter- en kleuterprogramma's. Op 2 maart 2020 werd VTM Kids Jr. opgedoekt, het programma-aanbod verhuisde naar VTM Kids.
Een andere muziekzender van DPG Media was anne, die van 8 juli 2009 tot en met augustus 2016 voornamelijk Vlaamse muziek uitzond. De zender was uitsluitend te bekijken via Proximus TV.
Concentra Media lanceerde op 18 mei 2009 de digitale zender Acht, een zender die zich richtte op jongeren en hoogopgeleiden. Het zendschema bestond voornamelijk uit buitenlandse programma's, maar er waren ook enkele eigen producties te zien. Op 1 juli 2016 werd de zender eigendom van Medialaan, die de naam veranderde in CAZ en er een mannenzender van maakte met hoofdzakelijk Amerikaanse series en films.  Op 31 augustus 2020 werd de zender opgedoekt en startten de uitzendingen van de nieuwe zender VTM 4 op het vrijgekomen kanaal.
VTM Kids was de kinderzender van DPG Media.  De uitzendingen startten op 1 oktober 2009 onder de naam vtmKzoom. Op 22 december 2018 werd Kadet, de tweede kinderzender van DPG Media, samengevoegd met vtmKzoom en veranderde de naam van de zender in VTM Kids. De peuter- en kleuterprogramma's verhuisden naar VTM Kids Jr., een nieuwe zender die op het vrijgekomen kanaal van Kadet uitzond. Bij het opdoeken van VTM Kids Jr. op 2 maart 2020 kwamen de programma's van deze zender weer terecht op VTM Kids. Op 9 januari 2023 verhuisde het volledige aanbod van VTM Kids naar het online videoplatform VTM GO en werd de zender stopgezet.
Op 2 maart 2020 startte de nieuwe zender CAZ 2 op het vrijgekomen kanaal van VTM Kids Jr. CAZ 2 zond vooral Vlaamse en internationale series uit, vaak met meerdere afleveringen na elkaar op één avond. De zender werd op 28 februari 2021 na amper een jaar weer opgedoekt.

### Play Media - De Vijver Media - Telenet

#### Play4
Op 1 februari 1995 startte VT4, de Vlaamse zender van de Amerikaans-Scandinavische mediagroep SBS Broadcasting. Om het reclamemonopolie van VTM in Vlaanderen te omzeilen zond VT4 aanvankelijk met een Britse licentie uit vanuit Londen. Doordat VT4 formeel een buitenlandse uitzendlicentie had, kreeg de zender toegang tot de kabel. De Vlaamse regering trachtte de nieuwe zender nog van de kabel te weren, maar werd teruggefloten. In 2002 vroeg VT4 een Vlaamse uitzendvergunning aan. Vanaf 1 maart van dat jaar is het station officieel een Vlaamse zender.
Aanvankelijk bracht VT4 vooral kwaliteitsprogramma's voor de meerwaardezoekers. Toen die aanpak al na enkele maanden niet bleek aan te slaan, ging VT4 zich meer focussen op de jongere kijkers. Het grote succes bleef echter uit, en mede door programma's met een ranzig kantje en de vele erotisch getinte films ging het met het imago van VT4 alsmaar verder bergaf. Eind jaren 90 probeerde VT4 het tij te keren door bij andere grote zenders bekendheden weg te kapen, maar het marktaandeel bleef verder krimpen.
In 2002 werd de directie, mede door de aanhoudend tegenvallende kijkcijfers, aan de kant geschoven en vervangen. Later dat jaar werd een rebranding doorgevoerd, met de focus op programma's van eigen bodem. In de jaren daarna probeert VT4 vooral jonge gezinnen aan te trekken met een evenwichtig aanbod van actualiteit, ontspanning en sport.
In 2006 startte SBS Belgium met c-More, een video-on-demand-service, waarbij kijkers via digitale tv tegen betaling afleveringen van Vlaamse VT4- en VIJFtv-programma's kunnen bekijken, en dit zowel voor gemiste afleveringen als voor afleveringen in avant-première. In 2013 kwam daar nog het betalend online videoplatform Meer.be bij. Sinds 2015 waren de programma's van SBS Belgium er gratis online te bekijken. In januari 2021 startte SBS Belgium met GoPlay, een gratis online video-on-demand-service waar alle SBS-programma's kunnen herbekeken worden.
De Vijver Media, het moederbedrijf van Woestijnvis, werd in 2012 de nieuwe eigenaar van SBS Belgium. De naam van VT4 werd op 17 september 2012 veranderd in VIER. Naast een aantal programma's die al op VT4 liepen, bracht VIER ook heel wat succesprogramma's van Woestijnvis die tot dan op Eén uitgezonden werden. Alhoewel VIER een sterke start nam, bleef het marktaandeel onder de verwachtingen.
In 2018 kwam De Vijver Media, en daarmee ook VIER, volledig in handen van Telenet. Sinds 28 januari 2021 heet de zender Play4.
Op 14 februari 2023 wijzigde SBS Belgium zijn naam in Play Media.

#### Play5, Play6, Play7
In 2002 vroeg SBS Belgium, tegelijkertijd met de Vlaamse uitzendvergunning voor VT4, een uitzendvergunning aan voor een tweede zender. Die tweede zender werd VIJFtv genoemd en begon op 1 oktober 2004 met uitzenden. Het kanaal richtte zich voornamelijk op een vrouwelijk publiek. Na de overname door De Vijver Media werd VIJFtv op 3 september 2012 omgedoopt tot VIJF. Sinds 28 januari 2021 heet de zender Play5.
Op 6 oktober 2016 startte SBS Belgium met een derde zender: ZES. Het zendschema van ZES bestaat hoofdzakelijk uit aangekochte Amerikaanse series en films. De zender wordt gezien als complementair aan VIER en VIJF, omdat die laatste twee zenders zich meer en meer Vlaams gaan oriënteren. Sinds 28 januari 2021 heet de zender Play6.
De vierde zender van SBS Belgium, Play7, ging op 2 april 2021 van start. Play7 is een zender die met romantische films, realityseries en humaninterestprogramma's vooral mikt op een vrouwelijk publiek.

#### Andere zenders van Play Media
Play247 is een zender van Play Media die op 3 januari 2022 van start ging en enkel te zien is via Telenet Digital TV. De zender is een aanvulling op de Play-zenders en zendt maar beperkt uit. Zo was er bijvoorbeeld de livestream te zien van de laatste vier edities van Big Brother.
Op 19 januari 2024 ging Play Crime van start. Deze zender zendt uitsluitend misdaadprogramma's uit. Naast populaire misdaadseries is er ook plaats voor misdaadfilms en -documentaires.

## Regionale zenders
Door een decreet van 27 januari 1987 werd de oprichting van regionale televisiestations in Vlaanderen mogelijk. Deze zenders richten zich hoofdzakelijk op een publiek in een bepaalde regio van Vlaanderen, het zendgebied komt meestal overeen met (een deel van) een provincie. Pas in 1993, toen een gedeeltelijke financiering via reclame-inkomsten mogelijk werd, verschenen de eerste regionale tv-zenders op de Vlaamse kabel. Het programma-aanbod van de regionale televisiestations verschilt van zender tot zender, maar allemaal bieden ze een regionaal nieuwsaanbod, weerbericht en sportverslaggeving.

## Onafhankelijke productiehuizen
De commerciële televisie heeft het medialandschap in Vlaanderen grondig veranderd. Daar waar de openbare omroep zijn programma's en producties altijd in huis gemaakt had, verschijnen er met de komst van VTM in 1989 plots tientallen onafhankelijke productiehuizen die content leveren aan de grote televisiestations.
Productiehuizen bedenken en realiseren originele formats of zetten bestaande internationale formats om naar een Vlaamse versie. Een van de pioniers op dit vlak is Studio's Amusement, opgericht in 1989, dat vooral bekend is voor de sitcom Bompa en de soap Familie, twee VTM-reeksen van het eerste uur.
Veruit het meest bekende productiehuis in Vlaanderen is Woestijnvis. Woestijnvis had tot 2011 een exclusiviteitscontract met de VRT. Na de overname van SBS Belgium door De Vijver Media, het moederbedrijf van Woestijnvis, levert Woestijnvis ook programma's aan VIER. Een andere grote speler is productiehuis De Mensen dat programma's levert voor de drie Vlaamse uitzendgroepen VRT, DPG Media en SBS Belgium.
Vaak zijn productiehuizen verbonden met bekende schermgezichten, zoals Koeken Troef! van Bart De Pauw, Panenka van Tom Lenaerts, Studio 100 van Hans Bourlon en Gert Verhulst, of De Filistijnen van Bruno Wyndaele.
Verschillende uitzendgroepen hebben ook een eigen productiehuis: Het Televisiehuis is het intern productiehuis van de openbare omroep, dat exclusief werkt voor Eén en Canvas.  TvBastards, PIT. en FC Panache zijn interne productiehuizen van Medialaan.
De Vlaamse tv-markt is echter klein met slechts drie grote uitzendgroepen en bovendien spelen de zenders meer en meer op zeker. Daardoor hebben de kleinere productiehuizen, die jaarlijks slechts één tot twee producties afleveren, het vaak moeilijk om te overleven.

## Tijdlijn van de Vlaamse televisiegeschiedenis
| Datum/jaar      | Gebeurtenis |
| --------------- | --- |
| 1931            | Eerste publieke demonstratie van de werking van televisie in België. |
| 31 oktober 1953 | Eerste televisie-uitzending in België. Debuut van het decennialang lopende nieuwsmagazine Panorama (1953-2016) en het filmmagazine Première (1953-1997). |
| 1955            | Eerste uitzending van de sitcom Schipper naast Mathilde (1955-1963). Ook Nonkel Bob en Tante Terry's kinderprogramma's Kom toch eens kijken en Klein, klein kleutertje debuteren dit jaar. Paula Sémer start haar informatieve vrouwenprogramma Penelope (1955-1965). |
| 1956            | Debuut van de populaire televisiequiz 100.000 of niets, gepresenteerd door de legendarische Tony Corsari. |
| 1957            | Eerste uitzending van het decennialang lopende praatprogramma Ten huize van. |
| 1958            | Radio en televisie komen onder de bevoegdheid van het ministerie van Cultuur. De tv-loze maandag wordt afgeschaft. Er wordt kijk- en luistergeld ingevoerd. |
| 1959            | Het Amerikaans Theater wordt in gebruik genomen als televisiestudio. |
| 1960            | Via een nieuwe omroepwet veranderen het N.I.R. en de I.R.N. op 18 mei hun naam in respectievelijk de BRT en de RTB. 1ste uitzending van Sportweekend. |
| 1961            | Eerste uitzending van het humaninterestprogramma Echo. Ook het jeugdprogramma Tienerklanken debuteert. |
| 1962            | De BRT start met Schooltelevisie, educatieve uitzendingen bedoeld voor het lager en middelbaar onderwijs. |
| 1964            | Eerste uitzending van de populaire advocatendramareeks Beschuldigde, sta op (1964-1980) en de legendarische jeugdserie Kapitein Zeppos (1964-1968). |
| 1965            | Eerste uitzending van de populaire jeugdserie Johan en de Alverman. Het programma Penelope zorgt voor controverse wanneer ook seksualiteit een thema wordt. Debuut van de vaak herhaalde Echo-uitzending waarin vier lanterfantende wegarbeiders er minutenlang over doen om één kassei uit de grond te halen, terwijl de programmamakers er Louis Neefs' Wat 'n leven op monteerden. |
| 1967            | België kiest voor het PAL-kleurensysteem. De eerste definitieve Belgische tv-uitzendingen in kleur zullen pas vanaf 1971 plaatsvinden. 1ste uitzending van het jarenlang lopende dierenprogramma Allemaal beestjes. |
| 1968            | Eerste satirische televisieprogramma op de Vlaamse tv: Magesien. 1ste uitzending van Musti. |
| 1969            | Eerste uitzending van de jeugdserie Fabian van Fallada, evenals de druk bekeken dramaserie Wij, Heren van Zichem. |
| 1970            | In een uitzending van het jeugdprogramma Tienerklanken is zanger Will Ferdy de eerste Bekende Vlaming die zich als homoseksueel out. |
| 1971            | Op 1 januari schakelt de Belgische omroep definitief over op kleurentelevisie. Een uitzending waarin zangeres Mary Porcelijn naakt (vanop de blote rug gefilmd) in de duinen zingt is het eerste naakt op de Belgische televisie en zorgt voor een schandaal. Verder dat jaar komen radio en televisie ook onder de bevoegdheid van de afzonderlijke cultuurraden. De kabeltelevisie doet zijn intrede in Vlaanderen. |
| 1972            | Eerste uitzending van de populaire jeugdserie Het zwaard van Ardoewaan. |
| 1973            | Eerste experimenten van de BRT met een tweede televisiekanaal. 1ste uitzending van de jeugdserie De Kat en de langlopende quiz Van pool tot evenaar (1973-1990). |
| 1974            | De BRT verhuist van het Flageygebouw naar het nieuwe omroepgebouw aan de Reyerslaan. Eerste uitzending van het langlopende humaninterestprogramma Terloops (1974-1989) en van het eveneens langlopende consumentenprogramma Wikken en Wegen (1974-1991). |
| 1976            | Eerste aflevering van het populaire quizprogramma De Wies Andersen Show dat voor controverse zal zorgen wanneer panellid Johan Anthierens zich gelukkig gescheiden verklaart. |
| 1977            | Op 26 april krijgt de BRT een volwaardige tweede televisiezender: BRT 2. Datzelfde jaar worden de BRT en de RTB twee volledig autonome instellingen. 1ste uitzending van de komische serie Slisse & Cesar en het verkeersinformatieprogramma Kijk uit. |
| 1978            | Eerste uitzending van de lottotrekking en de zeer populaire sitcom De Collega's. Tijdens een uitzending van het praatprogramma Noord-Zuid kwetsen presentator Johan Anthierens' opmerkingen Vader Abraham zo zwaar dat de zanger boos de studio verlaat. Anthierens wordt hierop ontslagen. |
| 1979            | Eerste uitzending van de tv-serie De Paradijsvogels. |
| 1980            | Start van de bouw van de iconische Reyerstoren. De BRT voert teletekst in. Een tv-sketch van Urbanus waarin Jezus en zijn apostelen tijdens het Laatste Avondmaal allen een zak friet bestellen zorgt voor een schandaal. |
| 1981            | Op 1 november gaat het kinderprogramma Tik Tak van start, dat ook in het buitenland een internationaal succes wordt. Eerste uitzending van een reeks legendarische eindejaarshows van Gaston en Leo. |
| 1982            | Eerste uitzending van het satirische programma TV-Touché dat uiteindelijk in 1984 onder druk weer zal worden afgevoerd. Ook Maurice De Wilde's ophefmakende documentairereeks De Nieuwe Orde over de collaboratie in België tijdens de Tweede Wereldoorlog debuteert dit jaar. |
| 1983            | Eerste uitzending van het populaire spelprogramma Hoger, lager. |
| 1984            | Eerste uitzending van het invloedrijke jongerenprogramma Villa Tempo. |
| 1985            | FilmNet komt in december in Vlaanderen op de kabel en biedt als eerste zender 24 uur op 24 films aan via een abonnement en decoder. |
| 1986            | Een Panorama-uitzending rond de populariteit van Millet-merkkledij zorgt voor de hoogste kijkcijfers die het programma ooit heeft gehad. De maker is journalist Paul Jambers. |
| 1987            | De Vlaamse raad keurt het Kabeldecreet goed. De nationale regering had reeds een reclamewet goedgekeurd. Bijgevolg wordt dat jaar VTM opgericht, de eerste Vlaamse commerciële televisiezender. zijn uitzendingen beginnen pas twee jaar later. De 1ste uitzending van het spelprogramma Pak de poen, de show van 1 miljoen loopt zo faliekant in het honderd dat het al na drie afleveringen wordt afgevoerd en de meest legendarische flop uit de Vlaamse tv-geschiedenis wordt. |
| 1988            | Eerste aflevering van het praatprogramma De zevende dag. |
| 1989            | VTM begint haar uitzendingen. Met de komst van de eerste Vlaamse commerciële televisieomroep is de BRT haar decennialange monopolie kwijt. Walter Capiau's immens populaire spelprogramma Het rad van fortuin en de live muziekshow Tien om te zien worden VTM's eerste kijkcijferkanonnen. Debuut van Samson en Gert, die eerst als omroepers voor de kinderprogramma's optreden, maar vanaf 1990 een eigen succesvolle televisieserie krijgen. Eerste uitzending van de humoristische quiz De drie wijzen op de BRT. |
| 1990            | Eerste uitzending van de immens populaire en langlopende sitcom F.C. De Kampioenen (1990-2011). Lava is de eerste succesrijke alternatieve sketchshow op de Vlaamse tv. Op VTM debuteert het infomagazine Telefacts. Tijdens de presentatie van het Wereldkampioenschap Voetbal 1990 laat Mark Uytterhoeven zich voor het eerst opmerken als een humoristisch talent. In april start de BRT met proefuitzendingen in NICAM-stereo. |
| 1991            | Vanaf 27 januari heet de BRT de BRTN (Belgische Radio en Televisie, Nederlandstalige Uitzendingen) en wordt de officiële omroep van de Vlaamse Gemeenschap. BRT 1 wordt TV1 en BRT 2 wordt TV2. Eerste uitzending van het baanbrekende en invloedrijke komische praatprogramma Het huis van wantrouwen met Mark Uytterhoeven en Wouter Vandenhaute. 1ste uitzending van de reportageserie Jambers, de langlopende sitcom De Kotmadam en de soapserie Familie. In september komt een spraakmakende Panorama-uitzending rond asielzoekers in Lint op het scherm. De NICAM-stereo-uitzendigen gaan officieel van start op beide BRTN-zenders. |
| 1992            | Eerste uitzending van het jaarlijks herhaalde kinderprogramma Dag Sinterklaas. |
| 1993            | De eerste regionale omroepen in Vlaanderen worden beschikbaar op Vlaamse kabel. Mark Uytterhoeven's legendarische komische praatprogramma Morgen Maandag zorgt voor kijkcijferrecords. VTM haalt positieve kritieken met haar dramaserie Moeder, waarom leven wij?. |
| 1994            | Eerste uitzending van het invloedrijke jongerenprogramma Buiten De Zone, dat de doorbraak van Bart de Pauw betekent. Debuut van het jarenlang lopende spelprogramma Blokken en de jaarlijks uitgezonden nieuwjaarsconference van Geert Hoste. Eerste uitzending van het langlopende dagelijks duidingsprogramma Terzake. |
| 1995            | Radio en televisie komen onder de bevoegdheid van de Minister van Media. VTM gaat op 30 januari van start met een tweede televisiezender: Ka2. Er verschijnt op 1 februari ook een derde Vlaamse commerciële televisiezender op de kabel: VT4. Op 3 september schakelt de BRTN over naar de kwalitatief betere breedbeelduitzendingen in PAL-plus. Debuut van de soapserie Thuis en het kinderprogramma Kulderzipken. |
| 1996            | Eerste uitzending van het legendarische komische praat- en spelprogramma Schalkse Ruiters. In de tweede aflevering van de show dringen presentatoren Bart De Pauw en Tom Lenaerts illegaal de luchthaven van Zaventem binnen, een stunt die het journaal haalt en het programma tot een van de best bekeken televisieprogramma's uit de Vlaamse geschiedenis maakt. VTM start op 1 februari met een teletekstaanbod. De BRTN stopt met schooltelevisie. |
| 1997            | Het maxi-decreet vernieuwt de structuur, doelstellingen en het personeelsbeleid van de Vlaamse radio en televisie. De Schalkse Ruiters-aflevering van 2 maart waarin BRTN-directeur Bert De Graeve na een gigantische mediacampagne uiteindelijk te gast is in het programma wordt de op een na best bekeken Vlaamse televisie-uitzending ooit. Bijna 2.166.000 miljoen Vlamingen zitten voor hun televisiescherm. Op 1 december verandert TV2 haar naam in Canvas, waarbij het ochtend- en middagblok door de kinderzender Ketnet wordt ingenomen. Debuut van het humaninterestprogramma Man bijt hond, het VTM-kinderprogramma Kabouter Plop, de bekroonde dramaserie Terug naar Oosterdonk en de vaak herhaalde komische serie Alles kan beter. Ka2 krijgt een verjongingskuur en verandert zijn naam in Kanaal 2. |
| 1998            | Op 1 januari verandert de BRTN in de VRT (Vlaamse Radio en Televisie). Op 3 oktober verschijnt de muziekzender TMF Vlaanderen op de kabel. 1ste uitzending van de spelreeks De Mol en het komische praatprogramma De XII Werken van Vanoudenhoven, dat op 15 november voor kijkcijferrecords zorgt wanneer Vanoudenhoven alle kijkers oproept om massaal naar de Antwerpse Elizabethzaal te komen. |
| 1999            | Eerste uitzending van de populaire en langstlopende politieserie op de Vlaamse tv: Flikken, het komische televisieprogramma Het Peulengaleis, evenals de controversiële, maar populaire realityserie Big Brother. Op 1 februari komt televisiezender Kanaal Z op de kabel. |
| 2000            | Eerste uitzending van de vaak herhaalde tragikomische serie In de gloria. Op 25 augustus komt televisiezender Vitaya op de kabel. |
| 2001            | De muziekzender JIM verschijnt op 2 april op de kabel. |
| 2002            | Op 1 januari schaft de Vlaamse regering het kijk- en luistergeld af. Eerste uitzending van de langlopende reality-serie De Pfaffs. |
| 2003            | Eerste uitzending van de komische serie Het Geslacht De Pauw, het spelprogramma De Pappenheimers en de tv-quiz De Slimste Mens ter Wereld. Kanaal 2 wordt omgedoopt tot KANAALTWEE. |
| 2004            | De VRT herorganiseert op 31 mei haar sportuitzendingen onder de noemer Sporza. 1ste uitzending van de komische serie Het eiland en de politieserie Witse. Vanaf 31 mei worden alle radio- en televisiezenders van de VRT digitaal uitgezonden via DVB-T. In oktober wordt VIJFtv opgericht als tweede zender van SBS Belgium. |
| 2005            | Op 1 januari verandert TV1 haar naam in Eén. Op 8 april komt Actua-TV op de kabel. Digitale televisie doet zijn intrede in Vlaanderen: Belgacom gaat in juni van start met Belgacom TV, en enkele maanden later, in september, start ook Telenet met zijn digitale aanbod Telenet Digital TV. |
| 2006            | De Vlaamse Overheid richt de onafhankelijke toezichthouder VRM op. |
| 2007            | VTM is de eerste grote zender in Vlaanderen die beelden in hd-tv aanbiedt. Debuut van de eerste Vlaamse telenovelles: Emma op Eén en in het najaar Sara op VTM. Eind december verdwijnen de VTM-omroepsters van het scherm. |
| 2008            | Op 29 februari verandert KANAALTWEE zijn naam in 2BE. Canvas lanceert op 4 februari Canvas+, Eén volgt op 22 mei met Eén+ en Ketnet op 1 september met Ketnet+. De drie digitale plus-zenders zullen in gebruik blijven tot 1 mei 2012. De VRT stopt met analoge televisie-uitzendingen via antenne. |
| 2009            | GUNKtv, een digitale tv-zender die vooral over games bericht, werd officieel gelanceerd op 1 april 2009. Op 18 mei komt de digitale televisiezender Acht op de kabel, vanaf 8 juli gevolgd door de digitale Vlaamse muziekzender anne en sinds 1 oktober ook vtmKzoom. 1ste uitzending van de populaire en kritisch geprezen dramaserie Van vlees en bloed. In het voorjaar start de VRT met hd-uitzendingen. |
| 2010            | Op 4 januari gaan de uitzendingen van MENT TV van start. Er kijken 2,1 miljoen kijkers naar de finale van de populaire televisiequiz De slimste mens ter wereld. Op 1 december start de nieuwe Vlaamse kookzender Njam!. |
| 2011            | Het onderzoeksjournalistiekprogramma Basta onthult op 17 januari het bedrog achter de belspelletjes in Vlaanderen, waardoor twee dagen later alle belspelprogramma's voorgoed uit de ether worden gehaald. Op 27 januari scoort de speciale editie van de televisiequiz De Allerslimste Mens ter Wereld het op twee na grootste kijkcijferaantal uit de Vlaamse televisiegeschiedenis. 1ste uitzending van de dramaserie De ronde. Op 31 maart stopt de jongeren- en games-zender GUNKtv met uitzenden. |
| 2012            | Eerste uitzending van de tv-quiz Twee tot de zesde macht. VTM bracht op 20 februari Q-music TV, een digitale zender. De VRT lanceert op 14 mei haar derde kanaal, met de kinderprogramma's van Ketnet gevolgd door de uitzendingen van de nieuwe tv-zender OP12 na acht uur 's avonds. Canvas wordt hierdoor een volledig eigen zender. Op 20 april wordt De Vijver Media, het moederbedrijf van Woestijnvis, de nieuwe eigenaar van SBS Belgium. Als gevolg daarvan wordt op 3 september VIJFtv omgedoopt in VIJF en gaat VT4 op 17 september voortaan door het leven als VIER. Op 30 juni verlaat de VRT voorgoed het Amerikaans Theater. |
| 2013            | ThinkMedia lanceert op 14 februari de erotische zender Club 41. Op 22 april gaat DOBBIT tv van start, een digitale themazender met focus op doe-het-zelven. In augustus schakelt de VRT over naar een hogere hd-kwaliteit. Met de introductie van de betalende Stievie-app op 6 december kunnen 10 Vlaamse zenders voortaan ook online bekeken worden tot in het buitenland. Vanaf 15 augustus heeft het magazine Libelle (uitgeverij Sanoma) een eigen tv-zender: Libelle TV. Op de digitale zender zullen de klok rond programma’s te zien zijn die in het verlengde liggen met het magazine en gaan over thema’s zoals mama, tuin, huis en koken. |
| 2014            | Op 20 januari 2014 komt Comedy Central Vlaanderen op de kabel. VTM stopt op 1 november met zijn teletekstaanbod. Van januari tot maart wordt Wauters vs. Waes uitgezonden, het eerste programma ooit dat door VTM en VRT tezamen wordt gerealiseerd. |
| 2015            | Wegens besparingen zijn er sinds 1 januari geen eigen uitzendingen meer van OP12, maar het kanaal blijft wel in gebruik voor Ketnet en voor de programma's met audiodescriptie van Eén en Canvas. In juli verdwijnen de VRT-omroepsters van het scherm. Op 1 juli houdt tv-zender Libelle TV eveneens op te bestaan. Op 18 december start kinderzender Kadet. |
| 2016            | Ook de VRT stopt op 1 juni met teletekst, alleen de ondertiteling op pagina 888 blijft bestaan. Op 28 augustus verandert 2BE zijn naam in Q2. Televisiezender Acht wordt overgenomen door Medialaan en heet vanaf 1 oktober CAZ. Op 6 oktober start SBS Belgium met ZES. |
| 2017            | De VRT lanceert op 26 januari VRT NU, een online platform waar programma's live en uitgesteld bekeken kunnen worden. Op 15 juli gaat Eclips TV van start, een digitale zender die zich richt op 50+'ers. |
| 2018            | Op 31 oktober bestaat televisie 65 jaar in Vlaanderen. Op 10 juli wordt een nieuw kijkcijferrecord gevestigd: tijdens de wedstrijd België-Frankrijk in de halve finales van het wereldkampioenschap voetbal 2018 stemmen 2.494.114 kijkers af op Eén. De VRT stopt op 1 december met DVB-T-uitzendingen. vtmKzoom en Kadet worden op 22 december vervangen door de zenders VTM Kids en VTM Kids Jr. De Vijver Media, de holding boven SBS Belgium en Woestijnvis, komt volledig in handen van Telenet. |
| 2019            | Op 1 februari bestaat commerciële televisie 30 jaar in Vlaanderen. VTM start op 2 april met zijn online videoplatform VTM GO. Door de samensmelting van Medialaan en De Persgroep ontstaat op 23 mei het nieuwe mediabedrijf DPG Media. Telenet kondigt aan dat het in 2021 stopt met het aanbieden van het analoge televisiesignaal op de kabel. |
| 2020            | Op 2 maart wordt VTM Kids Jr. met VTM Kids samengevoegd tot één zender. Op het vrijgekomen kanaal van VTM Kids Jr. start de nieuwe zender CAZ 2. Op 10 juni introduceert TV Vlaanderen de nieuwe streamingdienst APP TV. Op 31 augustus houden Q2, Vitaya en CAZ op te bestaan en worden ze vervangen door de nieuwe zenders VTM 2, VTM 3 en VTM 4. Op 1 september zet DPG Media de activiteiten van Stievie stop. Op 14 september start Streamz, een betaalde Vlaamse streamingdienst van DPG Media in samenwerking met Telenet. |
| 2021            | Op 28 januari verandert SBS Belgium de naam van de commerciële zenders VIER, VIJF en ZES in respectievelijk Play4, Play5 en Play6 en gaat de bijbehorende streamingdienst GoPlay van start. Op 1 maart gaat VTM GOLD van start, de zender komt in de plaats van het opgedoekte CAZ 2. Vanaf midden maart begint Telenet met het analoge televisiesignaal regio per regio uit te schakelen. Op 2 april start SBS Belgium met een nieuwe zender Play7. Op 1 juli zetten de VRT en de Vlaamse Regering de samenwerking met BVN stop waardoor er geen VRT-programma's meer via satelliet in het buitenland te bekijken zijn. |
| 2022            | Door besparingen doekt de VRT haar afdeling fictie op. De soapserie Thuis, het laatste fictieprogramma dat de openbare omroep nog zelf maakte, wordt uitbesteed aan een extern productiehuis. Op 29 augustus verandert VRT NU in VRT MAX, dat alle on-demand-video- en audiocontent van de VRT bundelt. |
| 2023            | Op 9 januari verdwijnt VTM Kids. De programma's verhuizen volledig naar het online videoplatform VTM GO. In de plaats komt de nieuwe zender VTM Non-Stop Dokters, die uitsluitend ziekenhuisseries uitzendt. Sinds 14 februari is SBS Belgium actief onder de naam Play Media. Sinds 1 mei gaat Eén door het leven als VRT 1 en op 4 september wordt Canvas omgedoopt tot VRT CANVAS. Vanaf 12 september worden de televisiezenders van Play Media live uitgezonden via GoPlay. |
| 2024            | Op 19 januari lanceert Play Media de nieuwe zender Play Crime die misdaadfilms en -series uitzendt. Op 1 april wijzigt themakanaal VTM Non-Stop inhoudelijk van Dokters naar 90's. Op 30 april splitst muziekzender MENT zichzelf op in MENTpop en MENT55. Tijdens de kerstperiode wordt VTM Non-Stop 90's tijdelijk een kerstzender met de naam VTM XMAS. |
| 2025            | Op 6 januari lanceert DPG Media de zender VTM Life, die de plaats inneemt van VTM XMAS. Op 30 juni verandert Kanaal Z zijn naam in Trends Z. |